# Poul Laxmand
Poul Laxmand (død 22. juni 1502) var dansk rigshofmester fra 1489 til sin død, søn af Margrethe Brahe og Peder Laxmand til Adserstrup, men opvokset hos rigsråd Eggert Frille.  Beslægtet med Erik Krummedige, ærkebiskop Hans Laxmand og Iver Axelsen Thott tilhørte Laxmand og Frille den del af højadelen, der holdt kongedømmet i skak. Hans fædrenegård Vallen lå i Halland.  Familiens gård ved Lund tilhører i dag under navnet Laxmans Åkarp Lunds Universitet. 

## Karriere
Poul Laxmand var fra 1482 lensmand på Krogen, senere også på Sølvitsborg i Blekinge. Begge len beholdt han i pant til sin død. I 1483 blev han ved kong Hans' kroning slået til ridder og samme år rigsråd; og i 1487 fulgte han kongen til Gotland, hvor han deltog i de forhandlinger med sin slægtning Iver Axelsen Thott, som førte til Gotlands overgivelse til Danmark. Han blev efterfølgende udnævnt til rigshofmester. Laxmand var sin tids største godsejer med cirka 900 bøndergårde, hvoraf hovedparten befandt sig i Skåne.
Laxmands besiddelser lå i Skåne; men fra omkring 1490 begyndte han at samle sig jordegods vest for Sundet. Her købte han Asserbo, hvad der medførte en forbitret proces med Oluf Oxe; dertil Nielstrup ved Svendborg, samt parter i Arreskov og Sandholt. Til disse hovedgårde hørte omkring 900 bøndergårde; samt købstadejendomme i ni byer.

## Laxmands fald
Efter at have været med på kong Hans' mislykkede undsætning af Stockholm i 1502, blev Laxmand tilbage i Kalmar, der var under kommando af hans datter Elsas fæstemand Abraham Eriksson Gyllenstierna. Laxmand lod byens borgerskab sværge kong Hans troskab, og tilså slottets proviantering. Det skrev han selv en indberetning om 13. juni, med en undertone af selvforsvar, som om han følte sig truet. Tilbage i hovedstaden mødte han 22. juni, på vej fra en samtale med kongen på Københavns Slot til sin gård i Østergade, på Højbro de to adelsmænd Ebbe Strangesen Bild til Nørholm og Bjørn Andersen Bjørn. Strangesen stødte en daggert i brystet på Laxmand, inden han blev smidt over broens rækværk ned i Gammel Strand med en afskedshilsen omtrent lydende som: "Du hedder Lax, så kan du vel svømme." Kongen gik til messerne for den afdødes sjæl, men skyndte sig at beslaglægge Laxmands vældige godser. Der blev rejst anklage mod den afdøde for forræderiske forbindelser med svenskerne, og landstinget kendte ham skyldig. Herredagen gav kongen medhold i konfiskationen som erstatning for forræderi. Drabsmændene blev heller ikke straffet. Sandsynligvis var Laxmand uskyldig i anklagen.
Han blev begravet i Vor Frue karmeliterkloster i Helsingør. I Laxmandsalen i klosteret ses hans våbenskjold - en svane med en guldring i næbbet.